# Сенино (Косинский район)
Сенино — упразднённая деревня в Косинском районе Пермского края. Входила в состав Левичанского сельского поселения. Располагалась юго-восточнее районного центра, села Коса. Расстояние до районного центра составляет 22 км. По данным Всероссийской переписи населения 2010 года, в деревне не было постоянного населения.

## История
В 1894 году в деревне была открыта церковно-приходская одноклассная школа. До Октябрьской революции деревня Сенино входила в состав Косинской волости, а в 1927 году — в состав Левичевского сельсовета. По данным переписи населения 1926 года, в деревне насчитывалось 36 хозяйств, проживало 194 человека (89 мужчин и 105 женщин). Преобладающая национальность — коми-пермяки. В 1929 году в деревне был образован Сенинский колхоз имени Ворошилова. В 1930 году в деревне была закрыта часовня.
По данным на 1 июля 1963 года, в деревне проживало 99 человек. Населённый пункт входил в состав Косинского сельсовета.
7 декабря 2011 года N 863-ПК деревня упразднена как фактически прекратившие существование.

## Население
| 2010 |
| ---- |
| 0    |